# Bussy-le-Grand
Bussy-le-Grand är en kommun i departementet Côte-d'Or i regionen Bourgogne-Franche-Comté i östra Frankrike. Kommunen ligger i kantonen Venarey-les-Laumes som tillhör arrondissementet Montbard. År 2022 hade Bussy-le-Grand 306 invånare.

## Befolkningsutveckling
Antalet invånare i kommunen Bussy-le-Grand
Referens:INSEE